# Prez-sous-Lafauche
Prez-sous-Lafauche és un municipi francès situat al departament de l'Alt Marne i a la regió del Gran Est. L'any 2007 tenia 345 habitants.

## Demografia

### Població
El 2007 la població de fet de Prez-sous-Lafauche era de 345 persones. Hi havia 124 famílies de les quals 32 eren unipersonals (24 homes vivint sols i 8 dones vivint soles), 40 parelles sense fills, 36 parelles amb fills i 16 famílies monoparentals amb fills.
La població ha evolucionat segons el següent gràfic:
Habitants censats

### Habitatges
El 2007 hi havia 173 habitatges, 140 eren l'habitatge principal de la família, 11 eren segones residències i 22 estaven desocupats. 167 eren cases i 6 eren apartaments. Dels 140 habitatges principals, 116 estaven ocupats pels seus propietaris i 24 estaven llogats i ocupats pels llogaters; 4 tenien dues cambres, 13 en tenien tres, 50 en tenien quatre i 73 en tenien cinc o més. 131 habitatges disposaven pel capbaix d'una plaça de pàrquing. A 67 habitatges hi havia un automòbil i a 58 n'hi havia dos o més.

### Piràmide de població
La piràmide de població per edats i sexe el 2009 era:
| Homes | Edats   | Dones |
| ----- | ------- | ----- |
| 0     | 95 o +  | 0     |
| 4     | 90 a 94 | 4     |
| 0     | 85 a 89 | 4     |
| 4     | 80 a 84 | 0     |
| 8     | 75 a 79 | 8     |
| 12    | 70 a 74 | 12    |
| 12    | 65 a 69 | 0     |
| 0     | 60 a 64 | 16    |
| 4     | 55 a 59 | 4     |
| 16    | 50 a 54 | 8     |
| 24    | 45 a 49 | 12    |
| 4     | 40 a 44 | 8     |
| 8     | 35 a 39 | 16    |
| 20    | 30 a 34 | 12    |
| 4     | 25 a 29 | 20    |
| 0     | 20 a 24 | 0     |
| 12    | 15 a 19 | 16    |
| 12    | 10 a 14 | 8     |
| 12    | 5 a 9   | 4     |
| 16    | 0 a 4   | 16    |

## Economia
El 2007 la població en edat de treballar era de 220 persones, 155 eren actives i 65 eren inactives. De les 155 persones actives 138 estaven ocupades (74 homes i 64 dones) i 17 estaven aturades (7 homes i 10 dones). De les 65 persones inactives 29 estaven jubilades, 19 estaven estudiant i 17 estaven classificades com a «altres inactius».

### Ingressos
El 2009 a Prez-sous-Lafauche hi havia 144 unitats fiscals que integraven 357 persones, la mediana anual d'ingressos fiscals per persona era de 14.624 €.

### Activitats econòmiques
Dels 10 establiments que hi havia el 2007, 2 eren d'empreses alimentàries, 1 d'una empresa de comerç i reparació d'automòbils, 1 d'una empresa d'hostatgeria i restauració, 1 d'una empresa immobiliària, 3 d'empreses de serveis i 2 d'empreses classificades com a «altres activitats de serveis».
Dels 2 establiments de servei als particulars que hi havia el 2009, 1 era una perruqueria i 1 restaurant.
Dels 2 establiments comercials que hi havia el 2009, 1 era una botiga de menys de 120 m² i 1 una botiga d'electrodomèstics.
L'any 2000 a Prez-sous-Lafauche hi havia 14 explotacions agrícoles que ocupaven un total de 1.395 hectàrees.

## Equipaments sanitaris i escolars
El 2009 hi havia una escola elemental integrada dins d'un grup escolar amb les comunes properes formant una escola dispersa.

## Poblacions més properes
El següent diagrama mostra les poblacions més properes.